# Gardon
Gardonen eller Gard (occitansk og fransk: Gardon, Gard, fransk udtale: [ɡaʁdɔ̃] ( lyt) ,[ɡaʁ] ( lyt)) er en flod i det sydlige Frankrig. Den har lagt navn til departementet Gard, og flere af dens bifloder kaldes også Gardon. Den er 127,6 km lang, og har sit udspring i kommunen Saint-Martin-de-Lansuscle i Cévennes-bjergkæden. I dens øvre løb omtales den også som Gardon de Saint-Martin. Fra dens fjerneste kilde, bifloden "Gardon de Saint-Jean", er den 133 km lang. Den løber som biflod ud i Rhône på dennes højre side ved Comps, nord for Beaucaire, overfor Vallabrègues.

## Attraktioner
Den romerske akvædukt Pont du Gard og Pont Saint-Nicolas fra det 16. århundrede er to historiske broer, der krydser Gardon. Området omkring Gorges du Gardon ere udpeget til biosfærereservat, som ender ved Pont Saint-Nicolas, er et populært rekreationsområde med muligheder for kajaksejlads, kanosejlads, klatring og vandreture.
Landsbyen Collias, cirka 12 km ned ad floden fra Pont Saint-Nicolas, har adskillige kajak- og kanoudlejningsbureauer, som vil køre kunder op ad floden til Pont Saint-Nicolas (indtil flodniveauet falder lavt i slutningen af juni). Afgang fra Collias med kajak eller kano bringer dig til Pont du Gard på cirka halvanden time. Det er muligt at sejle i kajak eller kano under Pont du Gard. Selvom floden til tider ikke er høj nok til at tillade passage.

## Oversvømmelser
I september 2002 og igen i december 2003 havde Gardon rekordstore oversvømmelser, der beskadigede mange af dens broer, inklusive Pont Saint-Nicolas, som siden er blevet fuldstændig restaureret. I dag ses kun få tegn på oversvømmelserne.

## Steder langs floden
- Lozère
- Gard : Anduze, Saint-Jean-du-Gard, Saint-André-de-Valborgne, Remoulins, Montfrin

La Grand-Combe og Alès er beliggende på Gardon d'Alès, den største biflod fra venstre.